# اورکو فلینو
اورکو فلینو (به ایتالیایی: Orco Feglino) یک کومونه در ایتالیا است که در استان ساونا واقع شده‌است. اورکو فلینو ۱۷٫۷۲ کیلومتر مربع مساحت و ۸۵۶ نفر جمعیت دارد.

## خواهرخوانده
شهر Le Crestet خواهرخواندهٔ اورکو فلینو هست.